# 天才てれびくんYOUの生放送
天才てれびくんYOUの生放送（てんさいてれびくんユーのなまほうそう）は、『天才てれびくんYOU』の木曜日に編成された生放送。

## 概要
その週の総決算として視聴者となる「茶の間戦士」とともに生放送でのミッションに挑戦する。

## 基礎情報
- 期間：2017年4月6日 - 2020年2月27日
- 時間：木曜 18:20 - 18:54（34分）
- 回数：90回
- 舞台：守守団 本部 指令室
- 司会：立花裕大、小島梨里杏
- リポーター：チャンカワイ、高田紗千子

## 放送日程
| 初回放送日     | 漢字 | ミッション                 | 成否 | 参加人数   | 注釈      | 出典     |
| -------------- | ---- | -------------------------- | ---- | ---------- | --------- | -------- |
| 2017年04月06日 | 肉   | にくそん                   | 成功 | 13万5304人 | [ 注 1 ]  | [ * 1 ]  |
| 2017年04月13日 | 木   | きふじんぬ                 | 成功 | 13万1926人 | [ 注 2 ]  | [ * 2 ]  |
| 2017年04月20日 | 鉄   | てつまる                   | 成功 | 13万1274人 | [ 注 3 ]  | [ * 3 ]  |
| 2017年04月27日 | 鮮   | せんこ                     | 失敗 | 12万9440人 | [ 注 4 ]  | [ * 4 ]  |
| 2017年05月11日 | 豆   | まめたん                   | 成功 | 11万9088人 | [ 注 5 ]  | [ * 5 ]  |
| 2017年05月18日 | 臭   | すめりー                   | 成功 | 12万1987人 | [ 注 6 ]  | [ * 6 ]  |
| 2017年05月25日 | 歩   | あるくめです               | 失敗 | 11万9351人 | [ 注 7 ]  | [ * 7 ]  |
| 2017年06月08日 | 縁   | えにぼう                   | 成功 | 11万6069人 | [ 注 8 ]  | [ * 8 ]  |
| 2017年06月15日 | 腐   | ふてくさーるのもじ魔獣     | 成功 | 13万1423人 | [ 注 9 ]  | [ * 9 ]  |
| 2017年06月22日 | 宝   | とれじゃーの               | 失敗 | 12万1233人 | [ 注 10 ] | [ * 10 ] |
| 2017年06月29日 | 火   | もゆる                     | 成功 | 11万9381人 | [ 注 11 ] | [ * 11 ] |
| 2017年07月06日 | 滑   | すべるーかす               | 成功 | 11万5851人 | [ 注 12 ] | [ * 12 ] |
| 2017年09月07日 | 固   | かたまじろ                 | 失敗 | 12万2978人 | [ 注 13 ] | [ * 13 ] |
| 2017年09月14日 | 水   | みずえ                     | 成功 | 12万1616人 | [ 注 14 ] | [ * 14 ] |
| 2017年09月21日 | 氷   | れいかのもじ魔獣           | 成功 | 14万4581人 | [ 注 15 ] | [ * 15 ] |
| 2017年10月05日 | 赤   | れっどれお                 | 成功 | 13万0547人 | [ 注 16 ] | [ * 16 ] |
| 2017年10月12日 | 青   | ぶるーく                   | 成功 | 13万8109人 | [ 注 17 ] | [ * 17 ] |
| 2017年10月19日 | 緑   | ぐりんきゅあら             | 成功 | 13万6713人 | [ 注 18 ] | [ * 18 ] |
| 2017年10月26日 | 城   | しろのじょう               | 成功 | 13万3199人 | [ 注 19 ] | [ * 19 ] |
| 2017年11月09日 | 筆   | ふでじい                   | 失敗 | 13万6599人 | [ 注 20 ] | [ * 20 ] |
| 2017年11月16日 | 面   | かめんれおん               | 失敗 | 13万8997人 | [ 注 21 ] | [ * 21 ] |
| 2017年11月23日 | 玉   | たまみ                     | 成功 | 12万3446人 | [ 注 22 ] | [ * 22 ] |
| 2017年12月07日 | 馬   | ぱかぽん                   | 成功 | 13万7703人 | [ 注 23 ] | [ * 23 ] |
| 2017年12月14日 | 白   | ほわないとのもじ魔獣       | 成功 | 16万2822人 | [ 注 24 ] | [ * 24 ] |
| 2018年01月11日 | 札   | ふだざえもん               | 成功 | 13万3804人 | [ 注 25 ] | [ * 25 ] |
| 2018年01月18日 | 時   | ときお                     | 失敗 | 14万1375人 | [ 注 26 ] | [ * 26 ] |
| 2018年02月01日 | 前   | まえた                     | 成功 | 14万9462人 | [ 注 27 ] | [ * 27 ] |
| 2018年02月08日 | 残   | きのこのこ                 | 成功 | 14万8271人 | [ 注 28 ] | [ * 28 ] |
| 2018年02月22日 | 明   | あかりん                   | 成功 | 14万2992人 | [ 注 29 ] | [ * 29 ] |
| 2018年03月01日 | 名   | なまえんじぇるのもじ魔獣   | 成功 | 16万8527人 | [ 注 30 ] | [ * 30 ] |
| 2018年04月05日 | 宝   | とれじゃーの               | 失敗 | 15万6479人 | [ 注 31 ] | [ * 31 ] |
| 2018年04月12日 | 防   | ぼうてる                   | 成功 | 14万7353人 | [ 注 32 ] | [ * 32 ] |
| 2018年04月19日 | 風   | かぜーとん                 | 成功 | 13万9914人 | [ 注 33 ] | [ * 33 ] |
| 2018年04月26日 | 動   | どぅーろん                 | 成功 | 14万0050人 | [ 注 34 ] | [ * 34 ] |
| 2018年05月10日 | 落   | らっかすたー               | 失敗 | 13万2842人 | [ 注 35 ] | [ * 35 ] |
| 2018年05月17日 | 走   | はしろう                   | 成功 | 13万3077人 | [ 注 36 ] | [ * 36 ] |
| 2018年05月24日 | 食   | たべたいたん               | 成功 | 12万9108人 | [ 注 37 ] | [ * 37 ] |
| 2018年06月07日 | 優   | やさふぇる                 | 成功 | 12万7073人 | [ 注 38 ] | [ * 38 ] |
| 2018年06月14日 | 暴   | ぐれんちのもじ魔獣         | 成功 | 14万6670人 | [ 注 39 ] | [ * 39 ] |
| 2018年06月21日 | 探   | たんぐらあ                 | 成功 | 12万9361人 | [ 注 40 ] | [ * 40 ] |
| 2018年06月28日 | 曲   | くせまがり                 | 成功 | 12万6052人 | [ 注 41 ] | [ * 41 ] |
| 2018年07月05日 | 直   | なおらいなー               | 失敗 | 13万6824人 | [ 注 42 ] | [ * 42 ] |
| 2018年09月06日 | 運   | うんじゃみぃ               | 成功 | 13万2494人 | [ 注 43 ] | [ * 43 ] |
| 2018年09月13日 | 山   | がくざん                   | 成功 | 13万9210人 | [ 注 44 ] | [ * 44 ] |
| 2018年09月20日 | 歩   | あるくめです               | 成功 | 14万1078人 | [ 注 45 ] | [ * 45 ] |
| 2018年10月04日 | 持   | もつらべぇ                 | 失敗 | 13万9290人 | [ 注 46 ] | [ * 46 ] |
| 2018年10月11日 | 銀   | ぎんじょるの               | 成功 | 14万3192人 | [ 注 47 ] | [ * 47 ] |
| 2018年10月18日 | 金   | まにーごーるどのもじ魔獣   | 成功 | 15万6977人 | [ 注 48 ] | [ * 48 ] |
| 2018年11月01日 | 時   | ときお                     | 成功 | 14万5264人 | [ 注 49 ] | [ * 49 ] |
| 2018年11月08日 | 真   | まねしんぼう               | 成功 | 14万7019人 | [ 注 50 ] | [ * 50 ] |
| 2018年11月15日 | 鏡   | ぎらみー                   | 成功 | 14万6771人 | [ 注 51 ] | [ * 51 ] |
| 2018年11月22日 | 面   | かめんれおん               | 成功 | 14万0791人 | [ 注 52 ] | [ * 52 ] |
| 2018年12月06日 | 法   | ほうほうほうし             | 成功 | 14万3613人 | [ 注 53 ] | [ * 53 ] |
| 2018年12月13日 | 魔   | までぃえすのもじ魔獣       | 成功 | 16万2735人 | [ 注 54 ] | [ * 54 ] |
| 2019年01月10日 | 玉肉 | たまみ / にくそん          | 成功 | 14万4557人 | [ 注 55 ] | [ * 55 ] |
| 2019年01月17日 | 勇   | いさましうす               | 成功 | 15万3250人 | [ 注 56 ] | [ * 56 ] |
| 2019年01月31日 | 遊   | あそびっくりん             | 成功 | 14万4457人 | [ 注 57 ] | [ * 57 ] |
| 2019年02月07日 | 友   | とぅーもん                 | 失敗 | 15万4084人 | [ 注 58 ] | [ * 58 ] |
| 2019年02月21日 | 魔   | までぃえす                 | 成功 | 15万7329人 | [ 注 59 ] | [ * 59 ] |
| 2019年02月28日 | 力   | どみねすとろんぐのもじ魔獣 | 成功 | 17万8394人 | [ 注 60 ] | [ * 60 ] |
| 2019年04月04日 | 残   | きのこのこ                 | 成功 | 16万1453人 | [ 注 61 ] | [ * 61 ] |
| 2019年04月11日 | 防   | ぼうてる                   | 失敗 | 15万8012人 | [ 注 62 ] | [ * 62 ] |
| 2019年04月18日 | 禁   | きんじー                   | 成功 | 14万7493人 | [ 注 63 ] | [ * 63 ] |
| 2019年04月25日 | 風   | かぜーとん                 | 成功 | 14万4001人 | [ 注 64 ] | [ * 64 ] |
| 2019年05月09日 | 前   | まえた                     | 成功 | 14万4103人 | [ 注 65 ] | [ * 65 ] |
| 2019年05月16日 | 中   | なかぴ                     | 失敗 | 13万9675人 | [ 注 66 ] | [ * 66 ] |
| 2019年05月23日 | 火   | もゆる                     | 失敗 | 13万8699人 | [ 注 67 ] | [ * 67 ] |
| 2019年06月06日 | 滑   | すべるーかす               | 成功 | 13万3597人 | [ 注 68 ] | [ * 68 ] |
| 2019年06月13日 | 探   | たんぐらあ                 | 成功 | 13万5517人 | [ 注 69 ] | [ * 69 ] |
| 2019年06月20日 | 辛   | つらっしー                 | 失敗 | 13万1295人 | [ 注 70 ] | [ * 70 ] |
| 2019年06月27日 | 火   | もゆるのモジルスーツ       | 成功 | 16万4075人 | [ 注 71 ] | [ * 71 ] |
| 2019年07月04日 | 恐   | おそれっくす               | 成功 | 13万9255人 | [ 注 72 ] | [ * 72 ] |
| 2019年07月11日 | 白   | ほわないと                 | 成功 | 14万6126人 | [ 注 73 ] | [ * 73 ] |
| 2019年09月12日 | 落   | らっかすたー               | 成功 | 14万6885人 | [ 注 74 ] | [ * 74 ] |
| 2019年09月19日 | 機   | からくりこん               | 失敗 | 15万5827人 | [ 注 75 ] | [ * 75 ] |
| 2019年10月03日 | 銀   | ぎんじょるの               | 成功 | 16万7078人 | [ 注 76 ] | [ * 76 ] |
| 2019年10月10日 | 機   | からくりこんのモジルスーツ | 成功 | 17万8566人 | [ 注 77 ] | [ * 77 ] |
| 2019年10月17日 | 生   | いきるーと                 | 失敗 | 16万7289人 | [ 注 78 ] | [ * 78 ] |
| 2019年10月24日 | 文字 | 生と礼を字源の間から救出   | 成功 | 17万2540人 | [ 注 79 ] | [ * 79 ] |
| 2019年11月07日 | 明   | あかりん                   | 失敗 | 16万9605人 | [ 注 80 ] | [ * 80 ] |
| 2019年11月14日 | 音訓 | 守守団次期団長選抜テスト   | 特別 | 16万0502人 | [ 注 81 ] | [ * 81 ] |
| 2019年11月21日 | 真   | まねしんぼう               | 成功 | 15万8243人 | [ 注 82 ] | [ * 82 ] |
| 2019年12月05日 | 豆   | まめたん                   | 成功 | 15万8947人 | [ 注 83 ] | [ * 83 ] |
| 2019年12月12日 | 生   | いきるーとのモジルスーツ   | 成功 | 18万0130人 | [ 注 84 ] | [ * 84 ] |
| 2020年01月09日 | 力   | どみねすとろんぐ           | 成功 | 16万7259人 | [ 注 85 ] | [ * 85 ] |
| 2020年01月16日 | 愛   | ごっとまーま               | 成功 | 16万4147人 | [ 注 86 ] | [ * 86 ] |
| 2020年01月30日 | 勇   | いさましうす               | 成功 | 16万9516人 | [ 注 87 ] | [ * 87 ] |
| 2020年02月06日 | 遊   | あそびっくりん             | 成功 | 16万5869人 | [ 注 88 ] | [ * 88 ] |
| 2020年02月20日 | 友   | とぅーもん                 | 成功 | 17万1548人 | [ 注 89 ] | [ * 89 ] |
| 2020年02月27日 | 怨君 | 怨君 / オンくん            | 成功 | 18万8535人 | [ 注 90 ] | [ * 90 ] |

## もじもんを仲間にする
2017年度の生放送企画。もじもんを仲間にするため、守守団の秘密基地からてれび戦士がモジゲン空間に突入できるタコ形遠隔操作ロボットの海鮮隊「たこ8号」を操縦し、直前の通常回で開いたモジゲン空間に突入する。また、茶の間戦士は同様に海鮮隊「かつお号」「かに号」「くらげ号」のうち、週ごとの最初の参加日にルーレットで決まった機体を操縦するという設定で、データ放送で協力・参加することができる。
これまで同様行動にはバッテリーが必要となっており、訓練不参加時の2個から、各週の訓練コーナーの成績で最大5個まで増やせる。なお、モジゲン空間には王である巨大なタコのような生物「タコ大王」がおり、タコ大王が眠る午後6時52分になるとタコ大王によってモジゲン空間を追い出されてしまうため、それまでにもじもんを仲間にする必要がある。
また、リポーターのチャン・高田が各地の家電量販店・公共施設・NHKのスタジオなどに特設されたイベントスペースや、茶の間戦士の家に出向き、出張茶の間戦士とともにテレビを用いて参加する中継も随時挟まれる。今年度からはミッション中に現場のリポーターや出張茶の間戦士らがアクシデントに巻き込まれ、協力してジェスチャーや人文字クイズに挑戦するミッションなども登場するようになった。
参加人数ではまえた編の参加人数が14万9463人と『Let's』の史上最多の参加人数の生放送であるこまちまちこの異次元獣戦の14万6142人を上回り、なまえんじぇるのもじ魔獣戦の16万8527人とほわないとのもじ魔獣戦の16万2822人に次ぐ『Let's』と『YOU』双方を通じて過去最多の参加人数第3位を達成した。
なお、2017年度第1週の放送ではデータ放送にトラブルが発生し、ほぼ全ての茶の間戦士が中盤まで参加できない事態となった。同様に2018年度第1週の放送ではゲーム自体の進行に問題はなかったものの、その週のトレーニングで選ばれた海鮮隊及び獲得したバッテリーが反映されないトラブルが発生した。
モジゲン空間を探索せよ!
『Let's』同様、てれび戦士・茶の間戦士が別々に行動し、ミッションに必要なアイテムの運搬や行動を行っていく。
今作では画面右半分にエリア全景のマップを映し出しており、その上に表示される海鮮隊を動かして操作する（操作方法は『Let's』2016年度と同様、画面に表示されるコマンドを十字ボタンと決定ボタンで選ぶシステム）。また画面左側に、てれび戦士が操作するたこ8号の視点の3D映像が随時別ウィンドウで表示される。ミッションの貢献やエリア内に隠されたアイテムを見つけるとポイントを獲得する。さらにアイテムが中継先に送られるといったイベントもある。最終的に獲得したポイントによって得られる経験値が決まる。ただし、ゴミなどを見つけてしまうとダメージを受けるという場合もある。
また、時折タコ大王による「お邪魔タイム」も発生し、仕掛け・アイテムの位置の変更や、集めたアイテムの減少、道が塞がれることや回転によるマップの変化などが発生する。
移動やダメージによってバッテリーは減少し、底をついた場合はリモコンの黄ボタンを5回押すことで全回復する。
もじもんからの問いに答えよ!
もじもんの試練やバッテリー残量がピンチの時の救済手段として不定期に使われるクイズ。『Let's』の「どちゃもんの攻撃を防げ!」に択一クイズの要素を加えたミッションといえる。徳利型の爆弾からそれぞれのもじもんに因んだ択一問題を出題。時間内にリモコンの4色ボタンで解答する（締め切りまで解答は自由に変更可能）。正解すれば爆発の衝撃を回避できるが、不正解だとダメージを受けバッテリーが2目盛り減少する。
全問終了後、目標となる正解数をクリアした茶の間戦士にはボーナスとしてバッテリー容量1個分が追加される。
問題の内容・ジャンルは全てもじもんの漢字に関連した問題になっているが、Let's時代のようなご当地関連の地理・歴史・文化に加え、音楽（文字にちなんだ有名な楽曲・歌詞に関する問題）や人物（有名人や歴史上の人物について）、スポーツ、海外地理、科学など様々なジャンルの知識が試される。また、知識以外では、なぞなぞや記憶力、目利き力や運といった要素も試される。
さらに、特別問題として中継先のリポーターや茶の間戦士に協力してもらい、ジェスチャーや人文字を作ってもらってそれをデータ放送参加の茶の間戦士が当てる特別問題もある。
もじもんを仲間にせよ!
仲間にする最後のミッション。奥から手前へスクロールする画面全体を使い、画面上部を動き回るもじもんに対して自機の海鮮隊を左右に操作し、決定ボタンで「ニコニコ弾」を発射。命中するとポイントが加算される。全国累計で100万回命中すると一定時間もじもんが笑い出して「信汁（しんじる）」という虹色の液体を撒き散らすようになり、レーンの上を流れる信汁を集めることで画面右端に表示されるゲージが上昇。時間内に100%まで貯めることができれば成功となる。
ニコニコ弾を2回撃つごとにバッテリーが1/4減少するが、レーン上を流れるワカメ、ホタテ、マグロの寿司、回ごとに異なる特別アイテムを集めることでバッテリーが回復する。ただし、妨害アイテム（ホタテの殻、流木、生肉、ウニ、魚の骨、さらにこれらを含めたもじもんが途中でばら撒いてくるアイテムなど）もあり、取ってしまうとバッテリーが減少する。

## もじもんと共に事件を解決する
2018年度以降の生放送企画。もじもんと協力して目的を達成し、事件解決に挑む（例：あるくめです編では乗っ取られた「ニュース金追い」から「ニュース深追い」を奪還し復活させる、ときお編では立花団長が1996年に置き忘れた携帯プレイヤーを取り戻して「守守団の技術主任にならず、世界的スターとなった小島主任」と「小島主任の技術がないことで復活してしまったもじ魔獣」という歴史を修正する、かめんれおん編ではまでぃえすが生み出した小島主任に似た魔女（コジ魔女）達を封印する）。その場合、最終ミッションが通常の「もじもんを仲間にせよ!」ではなく特殊ミッションや別ミッション（後述の「深海の主を倒せ！」）が置き換えられるパターンがとられ、あるくめですのクリア条件である「歩の駒」やときおのミッションである「瞬」の泡玉など最初に告げたクリア条件のノルマが途中で変更されることが多い）。なお、この回のミッションに限りもじもんは以前のミッションの成功失敗に関係なく協力してくれることが多い。なお、このような場合でも様々な理由により制限時間は午後6時52分までとなっている。また、大半の回では2017年度同様にもじもんを仲間にするミッションも引き続き登場する。 
モジゲン空間を探索せよ!
ルールは2017年度と同じ。ただし、今回は各海鮮隊によって範囲内のアイテムをそれぞれ異なる対象に渡す場合もある。
もじもんを仲間にせよ!
ルールは2017年度と同じ。ただし、今年度はもじもんがダメージアイテムに見せかけて回復アイテムをばらまくこともあり、回復及びダメージの判断に注意しなければいけない。なお、第49週には「ニュース深追い奪還大作戦」が行われる都合上、このミッションの代わりに「成り金の駒（バッテリー消費アイテムの代わり）」を避けて「歩の駒（信汁の代わり）」を集めるミッションが行われた。
もじもんの問いに答えよ！
ルールは2017年版と同じ。ただし今年度は物探し（指定した隠し絵の個数や指定された場所（4色のエリア内）や4つの鏡文字のうち正しいものを当てる）や間違い探し（2つの写真を見比べ異なった点がいくつか当てる）、有名人や偉人の名言、珍しい名字や有名ボーカロイド、さらに民間トラブルによる法律など新ジャンルが加わっている。なお全問終了後、目標となる正解数をクリアした茶の間戦士にはボーナスとしてバッテリー容量1個分が追加されるルールもこれまでと同じ。また、回によってはゲストが出題を行うこともある。
深海を探索せよ!
2018年度シーズン1で初登場したミッションで、2017年度の「もじもんからの問いに答えよ!」に相当する瞬間記憶力クイズのミッション。その回のもじもんの誘導を受け、海の中を探索して進む（画面はたこ8号の視点の3D映像）。「危険」の警告メッセージが表示されるとカブトザコ（アコヤガイに似た『キバガイ』、ハリセンボンに似た『センボン』、チョウチンアンコウに似た『チョウチン』の3種類）と呼ばれる深海生物が現れる。いずれも体の球状の部分が4色に変化しつつ次々とひらがなが映し出されるので、時間内に事前に画面に表示されたひらがなに対応するリモコンの4色ボタンを順番通りに押していく（間違えた場合の訂正はできない。また基本は2文字だが、複数体現れた場合は3文字や4文字に増えたりフェイントを仕掛けてくることがある。さらにうんじゃみぃ編やぎんじょるの編の時のように進むエリアがさらに深くなるとひらがな内容の変更が告げられる場合もある）。正しく入力できたらガード成功となるが、入力失敗・時間切れだと攻撃を受けバッテリーが減少する。また、全国累計の茶の間戦士の正解率が「防御率」として1回の攻撃ごとに算出され、その防御率が50%を下回るとたこ8号がダメージを受け画面上部の耐久力ゲージが減少。全てなくなると深海から強制的に脱出して失敗となる。なお第53週では最終ミッションの都合上、このミッションがカットされ、代わりにこれに相当するミッションとしてレディ・リリ（歴史改編の影響を受けた小島主任）とバックダンサーたちがダンスして見せた文字を入力するミッションが行われた。
深海の主を倒せ!
「深海の主」と呼ばれる、深海の宝箱を守る兜をかぶった首長竜のような姿の巨大生物を倒すミッション。『Let's』の2015年度のコチリトラーロボ戦同様、海鮮隊の種類ごとに3班に分かれてたこ8号を援護しつつ対決する。深海探索ミッションから耐久力を引き継ぎ、たこ8号の耐久力が無くなる前に深海の主の耐久力をゼロにし、宝箱を回収すれば成功となる。主は回ごとに異なる漢字の部首を頭の球状の部分に持っており、これが攻略のポイントとなっている。たこ8号の耐久力がゼロになる、時間をかけすぎてアラームが鳴ってしまうと強制的に脱出して失敗となる。
- かつお号（アタック）…2015年度のアタック班に相当。リモコンの十字ボタンと決定ボタンで主に照準を合わせ「ヨシヨシ弾」を撃って攻撃する。狙いを外してしまうとバッテリーを消費する。
- くらげ号（ガード）…2015年度のブロック班に相当。深海探索ミッション同様に、主が表示したひらがなを対応するリモコンの4色ボタンで入力して防御を行う（ただし深海探索ミッションの際のひらがなとは別になっている）。防御率によってたこ8号の受けるダメージ量が決まる。なお、通常の尾びれによる攻撃より強い威嚇の後の噛みつき攻撃（2015・2016年度のコチリト波に相当）の場合は文字数が大幅に増えたり（例：2018年度「直」編の「とんかちとんとん」の8文字、2019年度「恐」編の「こわいわいわないわ」の9文字）、文字が高速で出てきたりする（例：2019年度「前」編の「むきむきむえき）など、入力がやりづらくなる。
- かに号（チャージ）…2015年度のトリック班に相当。主にもじもん達が反撃する時や深海の主が行う様々な妨害攻撃（主な妨害攻撃は下記に記載）に対応すべく、画面内を漂うもじもんが教えてくれた漢字が書かれた泡をリモコンの十字ボタンと決定ボタンでカーソルを動かしてキャッチしていく。全国累計で一定数集めると効果が発揮される。ただし「痛」「辛」などが書かれている赤い泡に触れるとバッテリーが減る。

【妨害攻撃】
- 毒息攻撃…これのみコチリトラーロボ戦に該当する妨害攻撃がない。深海の主が毒の息を吐き、全海鮮隊が毒を浴びてバッテリーが一定時間少しずつ減るようになる。
- 電撃攻撃…コチリトラーロボ戦の「妨害電波」に該当。第54週から新たに登場。深海の主が電気を浴びせ、全海鮮隊が麻痺してしまいリモコン操作がおかしくなる。
- 催眠術攻撃…コチリトラーロボ戦の「寒いギャグ」に該当。第56週から新たに登場。深海の主が回転して催眠術をかけ、かつお号とくらげ号が眠らされてしまい攻撃と防御ができなくなってしまう。
- 目潰し攻撃…コチリトラーロボ戦の「視界妨害」に該当。第60週から新たに登場。深海の主が煙のようなものを吐き、攻撃と防御がやりづらくなる。

## もじもんのもじ化けを治す
2019年度の生放送企画。もじ化け現象で苦しむもじもんを救うため、島や海底に加えて新ステージ『モジゲン遺跡』の謎を解いてもじ化け現象を止めるバケピタンという物質を入手し、それを使ってもじもんのもじ化け現象を治す。午後6時52分までにもじ化け現象を治せないともじもんがその場から消滅してモジゲンレコードの中に閉じ込められてしまい、ミッション失敗となる。また一部の回では2018年度同様にもじもんの依頼を受けて事件解決に挑むミッションも登場する（例:きんじーの禁止事項を打ち消す取り消しゴムを取りに行く）。また、一部回ではもじもんが登場せず（例：モジール王子に捕まった生と礼の救出）モジゲン空間ではなく特別な場所でミッションに挑むパターンも存在する。
モジゲン空間を探索せよ!
基本ルールはこれまでと同じ。マップ内のどこかにあるモジゲン遺跡の入り口を探し出して、入り口の門を開けるミッションに挑むあるいはミッションをクリアしていく。
モジゲン遺跡を探索せよ!
このミッションでは海鮮隊に加え、てれび戦士2人が小型ボート風の「タコイカダ」に乗り、もじもんと共にモジゲン遺跡を進む。モジゲン遺跡の扉には9マスのマス目でできた鍵があり、これを解いて扉を開けていく。モジゲン遺跡は「入口」「内部（季節によって「サクラの間」「竹の間」という風に変わる）」「宝の間」に分かれている。
問題はトレーニングライブの「HITOFUDEのクリーチャー」と同様のスライドパズル風の絵の並べ替えや暗号解読、アンケートクイズ（守守団、すべるーかす、茶の間戦士の答えを一致させる、守守団がYESとNOの2択の質問を考え、それを茶の間戦士に聞き答えが指定したパーセントになるように目指す、クイズを出題して全員が意見を集めてその意見を元にもじもんが回答するなど）に挑む。内部では宝の間を開けるヒントとして様々な光景が浮かび上がったり、ヒントや問題によってはボタン連打などの要素を有する。ただし、たんぐらあ編のようにボタン連打を行うとモンスターが現れバッテリー没収などのトラップが出てくる場合や、先へ進むため深海へ向かい「深海の主を倒せ!」が行われる事がある。
最後の試練「宝の間」では、宝箱の蓋に書かれた漢字に関連する四択問題や様々なお題にてれび戦士が挑み、正しい選択肢の部分に通汁の玉を置くと蓋が開いてバケピタンの素材となるアイテムが大量にばらまかれる。
バケピタンでもじもんを復活させろ!
もじもんを助ける最後のミッション。てれび戦士2人は再びタコ8号に乗り換えてレーンを流れていく様々なアイテムからバケピタンの素材となるアイテムを選んで取り、生成されたバケピタンを撃ってもじもんに当てていく。前年度までの最終ミッション（もじもんを仲間にせよ!）と似ているが、大きな違いはバッテリーさえあれば無制限に撃てるニコニコ弾と異なり、バケピタンが直前のミッションで出てきた特定のアイテムを取らなければ撃てない（一度に9発までストック可能）。それ以外は前年度までの最終ミッションに準じており、バッテリーが減少した際にはレーンを流れてくるイクラの軍艦巻、エビフライ、蒲鉾、もじもんごとのスペシャルアイテムを取るとバッテリーが回復し、逆に氷山やサメなどの妨害アイテムを取ってしまうとバッテリーが減少する。規定時間内にもじ化け回復メーターがMAXになるともじ化け現象が治ってミッション成功になる。シーズン4ではもじ化け現象は治らないものの、その場から消滅せずに済む。
もじもんの問いに答えよ!
基本ルールはバッテリーボーナスも含めてこれまでと同じ。今年度は去年同様ゲスト出題者からの出題や、トレーニングライブの『ヴェラスの選択』のようにゲストがチャレンジお題を予想するクイズ、中継先を利用したクイズも出題される。
深海の主を倒せ!
基本ルールは去年と同じ。ただし本年度の「深海の主を倒せ!」のもじもん必殺攻撃の際には、もじもんの性格や名前に関連した漢字を集めたりや漢字に関連した部首の首長竜が現れた時、これまでの深海の主への反撃同様に頭の部首と指定漢字を集めると必殺技発動が使えるようになるパターン、更に1つの漢字から反撃攻撃及び必殺攻撃に異なる漢字を集める必要がある。なお、今回から深海の主からの妨害攻撃から「毒息攻撃」と「催眠術攻撃」が排除され「電撃攻撃」と「煙幕攻撃」のみ行われるようになった。
なお、生と礼の救出ミッションでは深海探索の代わりに「王子のカラオケコードのロック解除」として本作の助っ人が用意したタンバリンから4つの文字を高速でタンバリンを鳴らす文字を読み取る、「深海の主を倒せ！」では「王子の日記を正しく治す」という似たミッションが行われ、「王子の日記を正しく治す」ミッションではかつお号は間違った漢字を消す、かに号は正しい漢字を集める、くらげ号は正しい読み方を入力することを行う。

## 決戦!もじ魔獣
2017年度・2018年度のシーズン総決算放送。世界を破滅に導くもじ魔獣に対抗すべく、出張茶の間戦士（事前応募によって選ばれた視聴者）&茶の間戦士及びもじもんたちと共に迎え撃つ。小島主任・てれび戦士・出張茶の間戦士らはNHK放送センターに用意された臨時対策本部におり、立花団長・一部のてれび戦士・リポーターがもじ魔獣の潜伏する現場に突入する。対戦光景は「Let's」のプロジェクションマッピング方式からバーチャルリアリティ方式になり、より臨場感が増したほか、回によっては攻撃できなくなるなどの妨害行動に対抗すべく、出張茶の間戦士からの臨時対応ミッションが発生する事もある。放送終了時間までにもじ魔獣を浄化し、もじもんを元の姿に戻せなければ敗北となり、もじ魔獣は外へ解き放たれ、その時点で世界滅亡となる。
ほわないとのもじ魔獣戦では参加人数が16万2822人と、「Let's」の史上最多の参加人数の生放送であるこまちまちこの異次元獣戦の14万6142人を上回った。
2017年度
もじ魔獣の動きを止めろ!
3体のもじもんが現場に出動するてれび戦士の援護を受けつつもじ魔獣と対戦する。現場のてれび戦士は随時臨時対策本部とビデオ通信ができる「守守ゴーグル（VRゴーグル）」と筆形のスティック状の武器「もじ守の小筆」を装備してもじもんを援護する。各もじもんには防御用のシールドとハートマーク5つの耐久力ゲージがあり、ダメージを受けると減少する。茶の間戦士は画面下に表示されるアイテム欄の中を左方向へ流れていく数々のアイテムの中から、もじもんごとの適切なアイテム（もじもん1体につき、そのもじもん又は漢字にちなんだアイテムが2種類ある。）を選んでタイミングよく決定ボタンを押す事でそのアイテムを送信でき、全国累計で50万個（ほわないとのもじ魔獣戦では70万個）集まれば耐久力を3ゲージ回復（れいかのもじ魔獣戦以降は全回復）できるようになる。この集まったアイテムを、てれび戦士がもじ守の小筆でもじもんに送って回復が行われる。
もじ魔獣の能力（もしくはその回でてれび戦士と対峙している闇のもじ守の妨害行動）でアイテム欄に取るとバッテリーが減ってしまうアイテムや全く関係のないアイテムが紛れ込まされることもあり、その場合はより慎重にアイテムを選ぶ必要が生じる。場合によっては特定の行動を取るなど出張茶の間戦士の協力が必要となることもある。
もじ魔獣にある程度ダメージを与えるとアイテム欄に合体攻撃用のアイテムが出るようになり、これを選んで一定数送ることや、決定ボタンをゲージが満タンになるまで連打することで合体攻撃を発動させ、もじ魔獣をダウンさせられる。
もじもんの大事な言葉を探し出せ!
もじ魔獣が活動を停止している間に、現場のてれび戦士が付近からもじ魔獣にされたもじもんの「大事な言葉」を捜索する。茶の間戦士は捜索現場の光景を映した1分間（れいかのもじ魔獣戦以降は1分30秒）の「コトバレーダータイム」の間に画面内の光った場所に十字ボタンでカーソルを動かして合わせて表示される言葉を調べ（モグラ叩きの要領）、もじ魔獣にされたもじもんが大切にしている言葉だと思ったら決定ボタンを押す。ただし、送信するたびにバッテリーが減る。この集計結果と、現場のてれび戦士がタブレット形の装置「コトバパット」で現場の物から再生した音声を頼りに、「大事な言葉」を割り出し、それがもじ魔獣にされたもじもんの声だったら正解である（同じもじもんの声である言葉が2つ以上あった場合、ふてくさーるのもじ魔獣戦のように捜索現場に落ちているアイテムを使用して正しいものを推測したり、ほわないとのもじ魔獣戦のように組み合わせると正解になる場合もある）。「大事な言葉」が見つかったら、それを対戦するもじもんたちがもじ魔獣にぶつけて正解（頭を抱えた状態になる）だったら浄化に入る。
言霊をもじ魔獣にぶつけろ!
「大事な言葉」がもじ魔獣に命中したら、とどめとしててれび戦士と海鮮隊が作る「力玉」を使って言霊をパワーアップし闇の力を浄化する。茶の間戦士はテーマ曲（「たてっ!よこっ!ななめっ!みんなのちから!」）の歌に合わせて、画面に表示されるテロップを見ながら歌詞の決まったポイントに合わせてタイミングよく決定ボタンを押していき、力玉を作っては現場に送信する。そして最後に立花団長がもじ守の筆を使って言霊に自分の力を送り込み、浄化に成功すると、もじ魔獣となったもじもんは元の姿に戻って勝利となる。
2018年度
もじ魔獣の動きを止めろ!
基本ルールは2017年度版と同じ。ただし、今年度は海鮮隊を動かしてキャッチする場所を左右に動かせるようになったほか、回復に必要なアイテムの数が全国累計で70万個に増えた。前年度と同様にダメージアイテムや無関係のアイテムが流れてくことがあるほか、もじ魔獣の妨害攻撃で一時的にもじもんやてれび戦士が行動を封じられるパターンもある。この場合は通常の回復アイテムとは別に特別アイテムが転送され、規定数まで集めればもじもんを戦闘に復帰させることが可能になる。さらにもじ魔獣をダウンさせる合体攻撃を発動させるには、ゲストやてれび戦士からの助っ人のサポートが必要になるパターンやや発動条件のアイテムが複数になり、複数のアイテムの合計が規定数に達することが発動の条件であったり、複数のアイテムごとに規定数が存在する場合がある。また、団長がいない状況に限って決戦メンバー個人で合体攻撃を発動する場合がある。
もじ魔獣の「心の壁」を壊せ!!
小型のたこ8号「ミニ8号」がもじ魔獣の中に潜入し、その心の中にある心の壁を破壊していくワードパズルクイズのミッション。1マスずつひらがなが書かれたマスの中に隠れている、もじ魔獣がもじもんだった頃に関係した複数のキーワードを作っていく。マス内のひらがなを一筆書きのようにうまくつなげていき（縦・横方向のみで斜めは不可。不正解でバッテリー減少）、つなげて規定数キーワードができれば正解となり、正解数が全国累計で3万人に達するとその部分のマスが消える。2問目はマスの数が増えて難易度も上がっているが、壁の周りに映った映像を見て推測することも必要。全てのマスを消して心の壁を破壊したら海に出てもじ魔獣の「目覚めの言葉」が判明する（ただし一部の文字は抜けて未完成になっており、その部分を推測することが必要である）。抜けている部分を入れて「目覚めの言葉」が完成したら、それを対戦するもじもんたちがもじ魔獣にぶつけて正解（頭を抱えた状態になる）だったら浄化に入る。
言霊をもじ魔獣にぶつけろ!
ルールは2017年版と同じ。

## 決戦!モジルスーツ
2019年度のシーズン総決算放送。もじ化けによってモジゲンレコードに閉じ込められたもじもんが燃料となったモジルスーツに対抗すべく、出張茶の間戦士（事前応募によって選ばれた視聴者）&茶の間戦士及びもじもんたちと共に迎え撃つ。対戦光景はもじ魔獣戦のバーチャルリアリティ方式から複合現実方式になった。放送終了時間（30分）までにモジルスーツを破壊し、閉じ込められたもじもんを脱出しなければモジルスーツの燃料となったもじもんは完全消滅してしまい、敗北(ミッション失敗)となる。また、シーズン2（VSからくりこんのモジルスーツ戦）は小島主任、シーズン3（VSいきるーとのモジルスーツ戦）は立花団長と小島主任自ら決戦に赴きリポーターのチャン及び残った守守団メンバーが本部でアシストするようになり、参加人数が初めて18万人を超えた。
再びもじもんを助け出せ!
これまでのシーズンの生放送ミッションに失敗し、モジゲンレコードに閉じ込められたもじもんが操られたあるいは監禁された状態になっておりそれを再救出するミッション。操られたあるいは軟禁されたもじもんに応じて以下の2つのミッションに挑み、解放されたもじもんはモジルスーツ戦に協力してくれる。
- 操られたもじもん救出

ルールは通常生放送の「バケピタンでもじもんを復活させろ!」と同じ。ただし、今回はバケピタン生成の必要がなく自由に撃てるほか、もじもんが防御手段や反撃攻撃を仕掛けてくる。防御中はバケピタンメーターが増えず、反撃中にバケピタンを撃つとダメージを受けてしまう。バケピタンメーターが100％を達成するともじ化けが治り操られた状態から解放される。
- 監禁されたもじもん救出

モジール王子が生み出した装置「モジールコード」に捕まったもじもんを助ける。通常生放送の「モジゲン遺跡を探索せよ!」と同じ2問の暗号解読に挑む。暗号ヒントは決戦地の光景から判断できるが、オンくんが妨害行動を仕掛けてくる。各暗号の正解合計が規定値に達成すればモジールコードから解放され、バケピタンを与えればもじ化けが治り操られた状態から解放される。なお、いきるーとのモジルスーツ戦では軟禁されたもじもんの救出ミッションがないのでモジ―ル王子が罠として仕込んだバクドカンと呼ばれる時限爆弾の解除ミッションが行われ、5分以内に3万人が正解しないと爆発して強制敗北となる。
モジルスーツを倒せ!
モジルスーツとの直接対決。守守団決戦メンバー+団長の3人が召喚した決戦もじもん3体（関係者+生放送で救出したもじもん2体（いきるーとのモジルスーツ戦のみ最初2体で行い途中であかりんも参加）を呼び出し戦う。
- チャージ

各決戦もじもんに設定されたスタミナゲージを消費すると攻撃ができなくなる場合がある。茶の間戦士は指定されたもじもん3体をタイミングよく決定ボタンを長押ししてエネルギーを回復させる（チャージのタイミングが合わない、あるいはチャージを押しすぎた場合はミス扱い）。なお気絶した場合は本部の支援を使えばわずかのスタミナ状態で復帰可能（いきるーとのモジルスーツ戦のみ全回復）。また、サポートアイテムの転送が行われる場合、本部支援と同じ方法で行う。
- 反撃

敵が大技を放つ体制になると決戦メンバーが防御技を展開する。「深海の主を倒せ!」の深海の主の様に頭部のモニターに書かれた漢字の熟語（怨君は選択肢の文字が毎回変わる）を4色ボタンを選び正解値がおよそ半分（50％）に達したら攻撃を反射できる。その後、弱点が露出すれば決定ボタンを連打して、モジルスーツがひっくり返ればアンテナが取れて一時的に機能が停止する。
- 復活

最終段階で穴を見つけたら「操られたもじもん救出」と同じように決定ボタンを連打してバケピタンを注入する。バケピタンメーターが100％を達成したらコアにされたもじもんが正気に戻る。
モジルスーツから脱出させろ!
コアにされたもじもんがモジルスーツから脱出させるために力を集めるミッション。ルールは過去生放送総括の「言霊をもじ魔獣にぶつけろ!」と同じで、力玉がたまったらもじもんがモジルスーツから脱出してミッション成功になる。なお、今年度の通常ないし特別生放送ミッションでは課題の1つとしてこれと同じ物が行われることもある（その際、課題楽曲が変わる）。

## 最終決戦!怨君の暴走を止めろ!
2020年2月27日に放送された『天才てれびくんYOU』3年間の総決算。基本ルールはモジルスーツ戦と同じだが、途中で小さな怨君の大軍団（「Let's」のミニ元獣に相当）がハッキングを行いエネルギーチャージを封じる妨害をしてくる(そのため除去方法時には「操られたもじもん救出」が行われる。怨君のメーターを0％にすれば再びエネルギーチャージが行える)。また最後は力封じの筆をパワーアップさせる他、力玉ではなく超力玉を使用する。なお、決戦日の2月27日は生放送は行うが新型コロナウイルスの影響で毎回行われる生放送の観覧は中止となり、守守団メンバー及びリポーターのチャンと高田がアシストを行う。結果は守守団の勝利で終わり怨君を撃破したが、オンくんの意識に戻った怨君はモジゲンレコードに封じられていた靄を道連れにマイクロチップを残して自爆した。